# Koncert na fortepian i orkiestrę (Baird)
Koncert na fortepian i orkiestrę  – utwór na fortepian i orkiestrę skomponowany w 1949 przez Tadeusza Bairda; stanowi drugie dzieło orkiestrowe w jego dorobku kompozytorskim. Utrzymany jest w stylistyce neoklasycystycznej .
Prawykonanie utworu odbyło się 4 grudnia 1949 w Łodzi. Partię solową wykonał Kazimierz Serocki. Akompaniowała mu Orkiestra Filharmonii Łódzkiej pod dyrekcją Włodzimierza Ormickiego , na której zamówienie Baird w ciągu trzech miesięcy skomponował koncert . W 1951 kompozycja została opublikowana w formie wyciągu fortepianowego przez Polskie Wydawnictwo Muzyczne. W 2008 nakładem DUX ukazało się nagranie utworu w wykonaniu Adama Wodnickiego i Narodowej Orkiestry Symfonicznej Polskiego Radia w Katowicach pod dyrekcją Jerzego Swobody.
Utwór nawiązuje do polskiej muzyki ludowej, co wpisuje się w tendencję ówczesnej muzyki polskiej. Sam kompozytor nisko cenił swój utwór .
Koncert składa się z trzech części :
1. Poco allegro – allegro sonatowe; temat I rozpoczęty przez instrumenty dęte drewniane; temat II w formie dialogu instrumentu solowego z orkiestrą
2. Adagio non troppo ma molto tranquillo, cantabile e espressivo
3. Allegro. Alla danza

Czas trwania utworu wynosi ok. 20 minut.